# Yossarian
Yossarian (kapitan John Yossarian) – główny bohater powieści Paragraf 22 autorstwa Josepha Hellera.
Dwudziestoletni Yossarian jest bombardierem odbywającym służbę wojskową na włoskiej wyspie Pianosa. Głównym problemem Yossariana, był fakt, że jak sam twierdził, wszyscy próbowali go zabić: albo bezpośrednio, atakując jego samolot, albo pośrednio, zmuszając go do latania. Yossarian w trosce o ocalenie życia ubiegał się o zwolnienie z udziału w lotach bojowych, jednak na podstawie o tytułowy paragraf 22 dowództwo podnosi limit lotów. Aby uniknąć śmierci Yossarian symuluje choroby lub zawraca do bazy pod byle pretekstem tuż po rozpoczęciu misji.
Prowadzone przez Yossariana próby zwolnienia ze służby z powodu choroby psychicznej kończą się niepowodzeniem. Zgodnie z paragrafem 22 zwolnienie takie było możliwe tylko w przypadku uznania lotnika przez lekarza wojskowego za chorego psychicznie. Chorym psychicznie był każdy lotnik, który wykonywał tak śmiertelnie niebezpieczne zadania, że tylko szaleniec mógłby się na to zdecydować. Aby zostać zbadanym zainteresowany musiał osobiście wystąpić o przebadanie. Taka prośba była jednak uważana za przejaw zdrowia psychicznego, a zatem wykluczała uznanie lotnika za chorego psychicznie.